# Jollas (Helsinki)

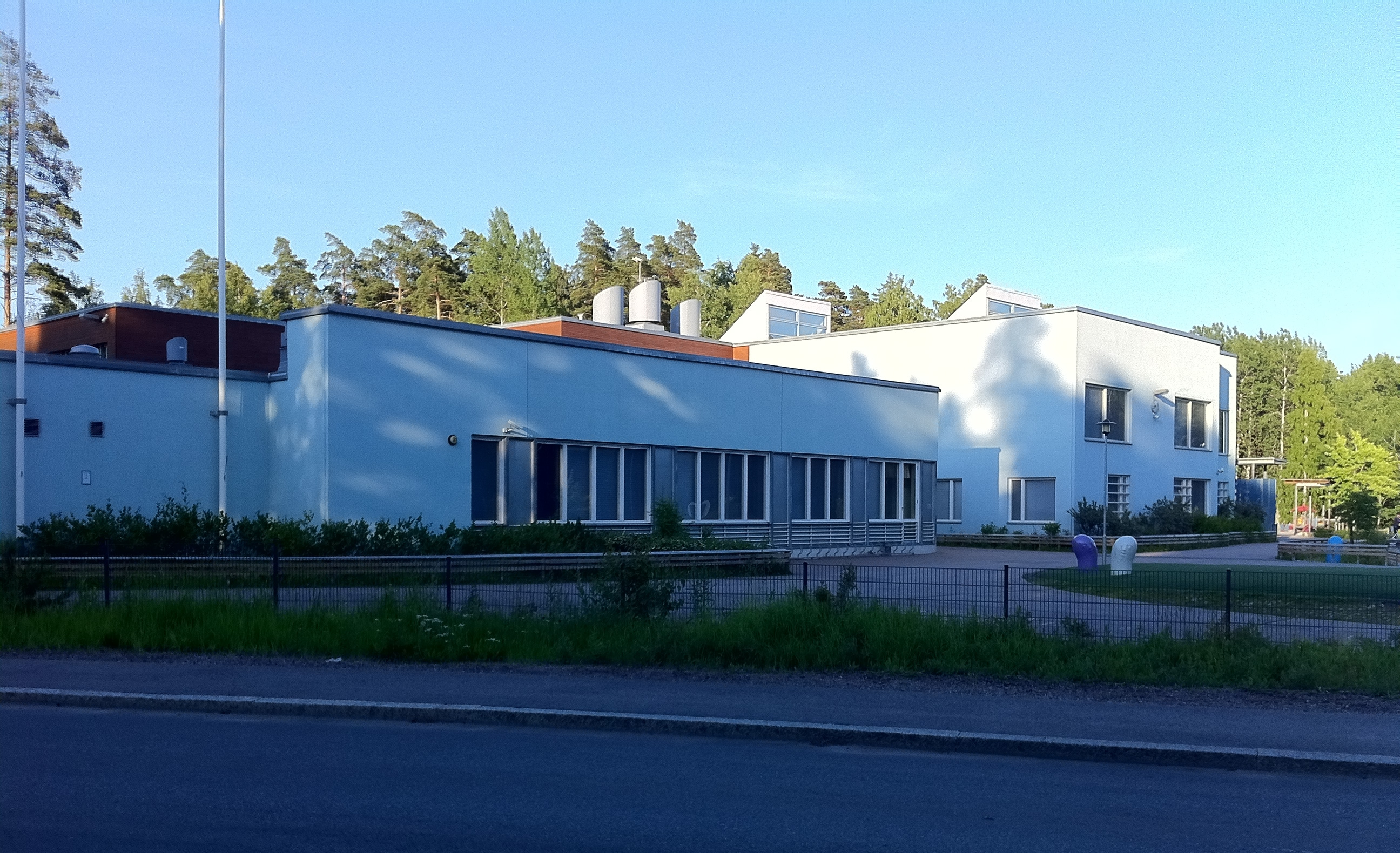
École de Poikkilaakso à Jollas.

Jollas (en suédois : Jollas) est une section du  quartier de Laajasalo à Helsinki, la capitale de la Finlande. Yliskylä appartient aussi au district de Laajasalo.

## Description
Jollas  a une superficie de 3,38 km2, il accueille 10 814 habitants(1.1.2010) et offre 946 emplois (31.12.2008).